# Godefroy Émile M’Pwati
Godefroy Émile M’Pwati (* 13. April 1928 in Bilala, Französisch-Kongo; † 10. August 1995 in Pointe-Noire) war ein kongolesischer römisch-katholischer Geistlicher und Bischof von Pointe-Noire.

## Leben
Godefroy Émile M’Pwati empfing am 9. Juli 1961 das Sakrament der Priesterweihe für das Bistum Pointe-Noire.
Am 5. Juni 1975 ernannte ihn Papst Paul VI. zum Bischof von Pointe-Noire. Der Erzbischof von Brazzaville, Émile Biayenda, spendete ihm am 7. Dezember desselben Jahres im Stade Anselmi in Pointe-Noire die Bischofsweihe; Mitkonsekratoren waren der Erzbischof von Libreville, André Fernand Anguilé, und der Bischof von Fort-Rousset, Georges-Firmin Singha.
Papst Johannes Paul II. nahm am 1. September 1988 das vorzeitige Rücktrittsgesuch von M’Pwati an und ernannte ihn gleichzeitig zum Titularbischof von Muzuca in Proconsulari. M’Pwati starb im August 1995 im Hôpital Général Adolphe Sicé in Pointe-Noire.